# Абдалла ибн Бандар Аль Сауд
Абдалла́ ибн Банда́р ибн Абду́л-Ази́з А́ль Сау́д (араб. عبد الله بن بندر بن عبد العزيز آل سعود‎; род. 7 августа 1986, Эр-Рияд, Саудовская Аравия) — министр Национальной гвардии Саудовской Аравии с 27 декабря 2018 года. Заместитель губернатора Мекки с 22 апреля 2017 по 27 декабря 2018 года.

## Биография

### Ранняя биография и образование
Принц Абдалла ибн Бандар родился 7 августа 1986 года в Эр-Рияде. Младший среди сыновей принца Бандара. Выпускник Университета Короля Сауда в степени бакалавра делового администрирования.

### Карьера
Абдалла ибн Бандар начал карьеру как заместитель советника наследного принца Мухаммеда ибн Салмана Аль Сауда.
В апреле 2017 года Абдалла ибн Бандар стал заместителем губернатора провинции Мекка, в этой должности работал до декабря 2018 года. Вместе с губернатором провинции Халидом аль-Фейсалом Аль Саудом покровительствовал социальным программам.
С 27 декабря 2018 года является министром Национальной Гвардии Саудовской Аравии.